# Psichotoe
Psichotoe is een geslacht van vlinders van de familie spinneruilen (Erebidae), uit de onderfamilie Arctiinae.

## Soorten
- P. cingulata Kiriakoff, 1963
- P. duvauceli Boisduval, 1829
- P. gnatula Boisduval, 1847
- P. rubridorsata Berio, 1940